# Трейсі Емін
Трейсі Емін (англ. Tracey Emin, нар. 3 липня 1963) — англійська художниця, одна з найбільш відомих представниць групи «Молоді британські митці» (англ. Young British Artists).
Емін Трейсі походить з впливових циганських кланів Ходжкінс і Босвел.
Безліч публікацій у пресі викликані її виступами у п'яному вигляді по телебаченню та інсталяція «Моє ліжко» (My Bed), презентованою в 1999 році на виставці премії Тернера (інсталяція являла собою неприбране брудне ліжко, навколо якого були розкидані особисті речі, включаючи закривавлену білизну і використані презервативи).
Художниця працює в різних жанрах: скульптура, шиття, живопис, інсталяція.
У березні 2007 року Емін стала членом Королівської Академії мистецтв.
Виступала з лекціями у Музеї Вікторії та Альберта в Лондоні, European Graduate School у Зас-Фе (Швейцарія), Художній галереї Нового Південного Уельсу в Сіднеї (2010), у Королівській академії мистецтв (2008),, а також в «Тейт Британія» у Лондоні (2005) про зв'язки між креативністю і автобіографією, роль суб'єктивізму та особистих історій у творенні мистецтва.
У грудні 2011 призначена професоркою малювання у Королівській академії; поруч з Фіоною Ре вона є одною з перших двох жінок-професорок з дня заснування Академії у 1768 році.
Живе у районі Лондона Спіталфілдс у будинку, що датується 1726 роком.